# Viking Glory
Die Viking Glory ist eine Fähre der finnischen Reederei Viking Line. Sie ist wie die etwas schmalere Viking Grace für den täglichen Liniendienst zwischen Turku und Stockholm mit Zwischenstopp auf den Ålandinseln konzipiert. Die Fähre kann 2800 Passagiere und 500 Pkw befördern.

## Bau des Schiffes
Der Vertrag zum Bau des von Deltamarin entworfenen Schiffes wurde im November 2016 geschlossen. Das Schiff ist Teil eines bezuschussten finnisch-schwedischen EU-Projektes, das die Effizienz des Seeweges Turku–Stockholm verbessern soll.
Der Bau begann am 3. September 2018 auf der Werft Xiamen Shipbuilding Industry in Xiamen, China, mit der Baunummer XSI488A. Die Kiellegung des ersten Rumpfsegments erfolgte am 3. Juni 2019, der Stapellauf am 26. Januar 2021. Das Schiff wurde im Dezember 2021 abgeliefert und am 1. März 2022 in Dienst gestellt. Es ersetzte die zuvor zwischen Turku und Stockholm via Åland verkehrende Amorella. Auf Åland wird Mariehamn tagsüber und Långnäs in der Nacht angefahren. Vor den Abfahrtzeiten fährt ein Shuttlebus vom nicht angefahrenen zum angefahrenen Hafen. Die Fahrtzeit zwischen Turku und Stockholm bzw. zurück beträgt insgesamt zwischen 9:35 Stunden und 12:05 Stunden.
Für die Namensfindung sammelte die Reederei 22.500 Vorschläge, von denen zehn zur Abstimmung gestellt wurden, an der dann etwa 30.000 Personen teilnahmen. Ende Mai 2021 wurde der Name Viking Glory offiziell bekanntgegeben.

## Schiffsdaten
Die Fähre ist rund 220 Meter lang und etwa 35 Meter breit. Der Rumpf hat die Eisklasse 1A-Super (bis 1 Meter Eisdicke).
Die Fähre verfügt über einen diesel-/gaselektrischen Antrieb. Für die Stromerzeugung stehen sechs von Wärtsilä-Dual-Fuel-Motoren angetriebene Generatoren zur Verfügung. Die Dieselmotoren können mit Dieselkraftstoff oder mit Flüssigerdgas betrieben werden. Zur Kraftstoffeinsparung war die Installation von zwei je 24 Meter hohen Flettner-Rotoren mit 4 Metern Durchmesser vorgesehen. Da bei einem etwa zwölfmonatigem Testbetrieb mit einem Flettner-Rotor an Bord der Viking Grace keine ausreichend hohe Treibstoffersparnis erreicht wurde, wurde auf die Ausrüstung mit Flettner-Rotoren zunächst verzichtet. Die Fähre erreicht eine Reisegeschwindigkeit von 22,1 Knoten.

## Kabinen und Bordeinrichtung
Die Fenster sind besonders groß, um einen guten Ausblick auf den Åland-Archipel sowie die Schären vor Stockholm und vor Turku zu bieten. Für die Innenausstattung zeichnet das Architekturbüro Konzept Stockholm verantwortlich.